# Natação nos Jogos Europeus de 2015 - 50 m peito masculino
A competição dos 50 metros peito masculino foi um dos eventos da natação nos Jogos Europeus de 2015, em Baku, no Azerbaijão. Foi disputada no Centro Aquático de Baku no dia 25 de junho.

## Calendário
Horário de verão do Azerbaijão (UTC+5).
| Data        | Horário | Fase         |
| ----------- | ------- | ------------ |
| 25 de junho | 09:00   | Eliminatória |
| 25 de junho | 17:30   | Semifinal    |
| 25 de junho | 19:03   | Final        |

## Medalhistas
| Ouro   | LTU Andrius Šidlauskas |
| Prata  | CRO Nikola Obrovac     |
| Bronze | DEN Tobias Bjerg       |

## Recordes
Antes desta competição, os recordes mundiais e dos jogos europeus dessa prova eram os seguintes:
| Tipo                       | Atleta                    | Tempo | Local | Data                |
| -------------------------- | ------------------------- | ----- | ----- | ------------------- |
|                            | RSA Cameron van der Burgh | 26.67 | Roma  | 29 de julho de 2009 |
| Recorde dos Jogos Europeus | Não estabelecido          | –     |       |                     |

Os seguintes recordes mundiais ou dos jogos europeus foram estabelecidos durante esta competição:
| Data        | Evento    | Nome               | Nacionalidade | Tempo | Notas                      |
| ----------- | --------- | ------------------ | ------------- | ----- | -------------------------- |
| 25 de junho | Semifinal | Andrius Šidlauskas | Lituânia      | 27.75 | Recorde dos Jogos Europeus |

## Resultados

### Eliminatórias
A eliminatória foi realizada no dia 25 de junho. 
| Pos. | Bateria | Raia | Nadador               | Nacionalidade    | Tempo | Notas |
| ---- | ------- | ---- | --------------------- | ---------------- | ----- | ----- |
| 1    | 5       | 3    | Philip Greve          | DEN Dinamarca    | 28.00 | Q,    |
| 2    | 3       | 4    | Andrius Šidlauskas    | LTU Lituânia     | 28.05 | Q     |
| 3    | 4       | 6    | Emre Sakçı            | TUR Turquia      | 28.11 | Q     |
| 4    | 5       | 4    | Nikola Obrovac        | CRO Croácia      | 28.17 | Q     |
| 5    | 5       | 2    | Tobias Bjerg          | DEN Dinamarca    | 28.30 | Q     |
| 6    | 4       | 3    | Egor Suchkov          | RUS Rússia       | 28.43 | Q     |
| 7    | 4       | 5    | Anton Chupkov         | RUS Rússia       | 28.44 | Q     |
| 8    | 5       | 6    | Charlie Attwood       | GBR Grã-Bretanha | 28.62 | Q     |
| 9    | 1       | 2    | Yevgen Kurkin         | UKR Ucrânia      | 28.65 | Q     |
| 10   | 5       | 7    | Federico Poggio       | ITA Itália       | 28.82 | Q     |
| 11   | 3       | 2    | Anton Prakopau        | BLR Bielorrússia | 28.84 | Q     |
| 12   | 4       | 7    | Arkadii Grigorev      | RUS Rússia       | 28.85 |       |
| 13   | 5       | 5    | Deniss Komars         | LAT Letônia      | 28.89 | Q     |
| 14   | 4       | 2    | Amir Haviv            | ISR Israel       | 29.02 | Q     |
| 15   | 3       | 3    | Pau Solà              | ESP Espanha      | 29.05 | Q     |
| 16   | 5       | 9    | Jakub Březina         | CZE Chéquia      | 29.16 | Q     |
| 17   | 3       | 1    | Leo Schmidt           | GER Alemanha     | 29.18 | Q     |
| 18   | 4       | 8    | Peter Ďurišin         | SVK Eslováquia   | 29.20 |       |
| 19   | 4       | 4    | Anton Jeltyakov       | AZE Azerbaijão   | 29.21 |       |
| 20   | 3       | 6    | Alex Baldisseri       | ITA Itália       | 29.29 |       |
| 21   | 3       | 7    | Paulius Grigaliūnas   | LTU Lituânia     | 29.31 |       |
| 21   | 5       | 8    | Jacek Arentewicz      | POL Polônia      | 29.31 |       |
| 23   | 3       | 5    | Werner-Erich Kulla    | EST Estônia      | 29.32 |       |
| 23   | 5       | 1    | Kirill Mordashev      | RUS Rússia       | 29.32 |       |
| 25   | 4       | 1    | Georgios Fragkoudakis | GRE Grécia       | 29.34 |       |
| 26   | 4       | 0    | Christopher Rothbauer | AUT Áustria      | 29.44 |       |
| 27   | 3       | 9    | Teodor Widerberg      | SWE Suécia       | 29.52 |       |
| 28   | 4       | 9    | Nico Perner           | GER Alemanha     | 29.57 |       |
| 29   | 3       | 8    | Luke Davies           | GBR Grã-Bretanha | 29.59 |       |
| 30   | 5       | 0    | Mads Henry Steinland  | NOR Noruega      | 29.64 |       |
| 31   | 2       | 4    | Matthew Tsenkov       | BUL Bulgária     | 29.65 |       |
| 32   | 3       | 0    | Nico Spahn            | SUI Suíça        | 29.66 |       |
| 33   | 2       | 6    | Edvinas Mažintas      | LTU Lituânia     | 30.02 |       |
| 34   | 2       | 0    | Sigurd Holten Bøen    | NOR Noruega      | 30.04 |       |
| 35   | 2       | 3    | Alan Corby            | IRL Irlanda      | 30.32 |       |
| 36   | 2       | 2    | Igor Proskura         | UKR Ucrânia      | 30.33 |       |
| 37   | 2       | 5    | Karel Seli            | EST Estônia      | 30.34 |       |
| 38   | 1       | 3    | Kirill Baron          | ISR Israel       | 30.42 |       |
| 39   | 2       | 1    | Thomas Fannon         | GBR Grã-Bretanha | 30.58 |       |
| 40   | 2       | 8    | Thomas Maurer         | SUI Suíça        | 31.03 |       |
| 41   | 2       | 7    | Richárd Miksi         | HUN Hungria      | 31.10 |       |
| 42   | 1       | 4    | Andrew Moore          | IRL Irlanda      | 31.17 |       |
| 43   | 2       | 9    | Máté Kutasi           | HUN Hungria      | 31.38 |       |
| 44   | 1       | 6    | Eric Fernández        | AND Andorra      | 32.62 |       |
| 45   | 1       | 5    | Murat Ayhan           | AZE Azerbaijão   | 34.02 |       |

### Semifinal
A semifinal foi realizada no dia 25 de junho.

#### Semifinal 1
| Pos. | Raia | Nadador            | Nacionalidade    | Tempo | Notas |
| ---- | ---- | ------------------ | ---------------- | ----- | ----- |
| 1    | 4    | Andrius Šidlauskas | LTU Lituânia     | 27.75 | Q,    |
| 2    | 5    | Nikola Obrovac     | CRO Croácia      | 28.20 | Q     |
| 3    | 7    | Deniss Komars      | LAT Letônia      | 28.44 | q     |
| 4    | 6    | Charlie Attwood    | GBR Grã-Bretanha | 28.55 |       |
| 5    | 3    | Egor Suchkov       | RUS Rússia       | 28.67 |       |
| 6    | 2    | Federico Poggio    | ITA Itália       | 28.88 |       |
| 7    | 1    | Pau Solà           | ESP Espanha      | 29.03 |       |
| 8    | 8    | Leo Schmidt        | GER Alemanha     | 29.04 |       |

#### Semifinal 2
| Pos. | Raia | Nadador        | Nacionalidade    | Tempo | Notas |
| ---- | ---- | -------------- | ---------------- | ----- | ----- |
| 1    | 3    | Tobias Bjerg   | DEN Dinamarca    | 28.20 | Q     |
| 2    | 6    | Anton Chupkov  | RUS Rússia       | 28.21 | Q     |
| 3    | 4    | Philip Greve   | DEN Dinamarca    | 28.26 | q     |
| 4    | 5    | Emre Sakçı     | TUR Turquia      | 28.46 | q     |
| 5    | 2    | Yevgen Kurkin  | UKR Ucrânia      | 28.53 | q     |
| 6    | 7    | Anton Prakopau | BLR Bielorrússia | 28.64 |       |
| 7    | 1    | Amir Haviv     | ISR Israel       | 28.79 |       |
| 8    | 8    | Jakub Březina  | CZE Chéquia      | 29.17 |       |

### Final
A final foi realizada no dia 25 de junho.
| Pos.              | Raia | Nadador            | Nacionalidade | Tempo | Notas |
| ----------------- | ---- | ------------------ | ------------- | ----- | ----- |
| Medalha de ouro   | 4    | Andrius Šidlauskas | LTU Lituânia  | 27.81 |       |
| Medalha de prata  | 5    | Nikola Obrovac     | CRO Croácia   | 27.89 |       |
| Medalha de bronze | 3    | Tobias Bjerg       | DEN Dinamarca | 28.04 |       |
| 4                 | 1    | Emre Sakçı         | TUR Turquia   | 28.25 |       |
| 5                 | 2    | Philip Greve       | DEN Dinamarca | 28.27 |       |
| 6                 | 6    | Anton Chupkov      | RUS Rússia    | 28.29 |       |
| 7                 | 7    | Deniss Komars      | LAT Letônia   | 28.47 |       |
| 8                 | 8    | Yevgen Kurkin      | UKR Ucrânia   | 28.74 |       |

Legenda
| Recorde mundial            | Recorde mundial (World record)                     |                       | Recorde africano                      | Recorde africano (African) |                                           | Q | Classificado por posição (Qualified) |
| Recorde dos Jogos Europeus | Recorde dos Jogos Europeus (European Games record) | Recorde da América    | Recorde da América (Americas)         | q                          | Classificado por melhor tempo (Qualified) |   |                                      |
| Melhor marca do ano        | Melhor marca do ano (World leading)                | Recorde asiático      | Recorde asiático (Asian)              | DNS                        | Não largou (Did not start)                |   |                                      |
| Recorde nacional           | Recorde nacional (National record)                 | Recorde europeu       | Recorde europeu (European)            | DNF                        | Não terminou (Did not finish)             |   |                                      |
| Recorde pessoal            | Recorde pessoal do atleta (Personal best)          | Recorde da Oceania    | Recorde da Oceania (Oceania)          | DSQ / DQ                   | Desclassificado (Disqualified)            |   |                                      |
| Recorde da temporada       | Recorde da temporada do atleta (Season best)       | Recorde sul-americano | Recorde sul-americano (South America) | NM                         | Sem marca (No mark)                       |   |                                      |